# Sadegh Chalchali

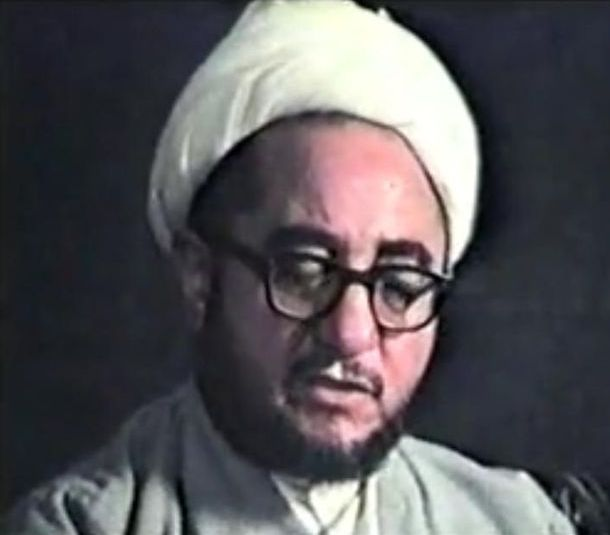

Sadegh Chalchali (ur. 27 lipca 1926 w okolicach Chalchalu, zm. 26 listopada 2003) – irański duchowny szyicki, uczestnik rewolucji islamskiej, przewodniczący trybunału rewolucyjnego, który w okresie bezpośrednio po rewolucji skazał na śmierć kilkaset osób związanych z obalonym rządem szacha lub niepopierających republiki islamskiej.

## Życiorys
Był synem chłopa. Ukończył szkołę religijną. Posiadał tytuł hodżatoeslama. Był aktywny w religijnych ruchu opozycyjnym wobec szacha Mohammada Rezy Pahlawiego od lat 50. XX wieku. Uczestniczył w rewolucji islamskiej w Iranie. 
Krótko po jej zwycięstwie 11 lutego 1979 ajatollah Ruhollah Chomejni nakazał możliwie szybkie postawienie przed sądem osób związanych z rządem szacha, które w poprzednich miesiącach i latach wydawały polecenia rozpędzania manifestacji, strzelania do demonstrantów i wprowadzały w życie inne represje. Chalchali został postawiony na czele rewolucyjnego trybunału. Większość oskarżonych, których sądził, stanowili funkcjonariusze policji i SAWAK-u oraz żołnierze uczestniczący w tłumieniu manifestacji podczas rewolucji islamskiej. Podstawą dla wydawania wyroków była bardzo restrykcyjna, "rewolucyjna" wersja prawa muzułmańskiego. Trybunał dopuszczał się mordów sądowych: wydawał wyroki bez starannego zbadania dowodów, procesy trwały bardzo krótko, oskarżeni nie mieli obrońców. Wydane wyroki śmierci były często wykonywane natychmiast po ogłoszeniu. Sposób postępowania sądu i przewodniczącego mu Chalchalego wywołał protesty międzynarodowe, jak również sprzeciw premiera Mehdiego Bazargana i grupy czołowych duchownych na czele z ajatollahem Szari'atmadarim. Chalchali utrzymywał, że sposób działania trybunału był wyrazem oburzenia ludu irańskiego. Pod wpływem protestów Chomejni w końcu marca 1979 nakazał zawieszenie pracy trybunału, lecz wznowił ją już 6 kwietnia. Do października 1979 kierowany przez Chalchalego trybunał skazał na śmierć kilkaset osób, podawana jest liczba 550 straconych do listopada 1979. Byli wśród nich były premier Amir Abbas Howejda, byli szefowie SAWAK-u Hasan Pakrawan i Nematollah Nasiri. Również w 1979 Chalchali brał udział w tłumieniu powstania Kurdów w Kurdystanie irańskim, nakazując egzekucje setek wziętych do niewoli partyzantów.
Po klęsce amerykańskiej operacji Orli Szpon Chalchali został wysłany przez irański rząd na miejsce, gdzie Amerykanie wskutek burzy piaskowej pozostawili śmigłowce. Przywiózł do Teheranu ciała amerykańskich żołnierzy, którzy zginęli podczas operacji, i pokazywał je podczas konferencji prasowej w okupowanej ambasadzie amerykańskiej. W 1980 prezydent Abolhasan Bani Sadr wyznaczył go do kierowania państwową kampanią antynarkotykową.  Posiadanie i handel narkotykami zaliczono do "wojny przeciwko Bogu", za co groziła kara śmierci. Od lutego do sierpnia 1980 Chalchali skazał na śmierć 200 osób, większość w pierwszych tygodniach; oprócz handlarzy narkotykami byli wśród nich również więźniowie prowadzący strajk głodowy oraz marksiści. W 1981 prezydent, uznając kontynuowanie represji za szkodliwe, usunął go z pełnionych do tej pory stanowisk. Jako oficjalną przyczynę podano nieprawidłowości finansowe. Chalchalemu zarzucono nierozliczenie się z 14 mln dolarów skonfiskowanych osobom podejrzewanym o przestępstwa narkotykowe lub pochodzących z kar pieniężnych. Chalchali przyczynił się następnie do obalenia prezydenta Bani Sadra. 
W 1984 został deputowanym do Islamskiego Zgromadzenia Konsultatywnego z okręgu Ghom. Po śmierci Chomejniego w 1989 jako pierwszy zgłosił kandydaturę Alego Chameneiego na urząd Najwyższego Przywódcy Iranu. Zasiadał w irańskim Zgromadzeniu Ekspertów, w końcu lat 80. związany był z frakcją lewicową. W 1990 został usunięty ze Zgromadzenia pod pretekstem braku odpowiednich kwalifikacji duchownych (nie posiadał tytułu ajatollaha). W kolejnych latach deklarował się jako reformista. 
Zmarł w 2003. Był żonaty, miał jednego syna.